# Pic de Casamanya
Le pic de Casamanya est une montagne d'Andorre culminant à 2 750 mètres d'altitude, située sur la crête qui sépare la paroisse d'Ordino de celle de Canillo.

## Toponymie
Pic a le même sens en catalan qu'en français et désigne un sommet pointu par opposition aux tossa et bony fréquemment retrouvés dans la toponymie andorrane et qui correspondent à des sommets plus « arrondis ».
Casamanya (prononcé kaza′maɲa) est d'origine latine, dérivant de casa (« cabane ») et de magna (« très grande »).
On trouve la forme francisée « pic de Casemaigne » sur la carte de Cassini (publiée en 1782).

## Géographie

### Topographie
Le pic de Casamanya est formé de trois cimes, :
- Casamanya Sud, 2 740 m[1] ;
- Casamanya central (Casamanya Mig), 2 724 m[1] ;
- Casamanya Nord, 2 750 m[1].

La hauteur de culminance de la cime nord est de 211 m, calculée par rapport au Coll d'Arenes (2 538 m) et au pic de l'Estanyó (2 915 m). Ce dernier, tout proche, se situe à environ 3 km au nord.
Les cimes du pic de Casamanya se situent sur la ligne de crête séparant les bassins versants de la Valira d'Orient (paroisse de Canillo) et de la Valira del Nord (paroisse d'Ordino),,,. Depuis les cimes du Casamanya, celle-ci se prolonge vers le nord jusqu'à la frontière franco-andorrane par le pic de l'Estanyó (2 915 m), le pic de la Cabaneta (2 864 m) et enfin le pic de Serrère (2 912 m). Au-delà du col d'Ordino (1 980 m), cette crête perd progressivement de l'altitude jusqu'à s'épuiser au-dessus d'Engordany.
| \| Pic de Casamanya \|                                                  |                                                                 |
| Le pic de Casamanya sur la carte des bassins hydrographiques d'Andorre. | Vue de la ligne de crête du pic de Casamanya au pic de Serrère. |
| Pic de Casamanya                                                        |                                                                 |

### Géologie
Le pic de Casamanya constitue le sommet du synclinal de Tor-Casamanya,, un mégapli géologique tardi-hercynien de la zone axiale des Pyrénées formé au cours du processus de l'orogenèse varisque. Ce synclinal, porté ultérieurement en hauteur (synclinal perché) par l'orogenèse alpine et par des phénomènes d'érosion différentielle constitue une étroite bande qui s'étend selon un axe Est-Ouest sur une quinzaine de kilomètres jusqu'au port de Cabús,.
Il est constitué très majoritairement de roches sédimentaires calcaires très peu métamorphisées ,, datées du Dévonien avec à sa périphérie l'affleurement de roches du Silurien,,. Les roches du Dévonien sont visibles sur l'ensemble du sommet et des pentes du pic de Casamanya,. Les roches du Silurien n'apparaissent quant à elles qu'aux environs du col d'Ordino (au sud) et du Coll d'Arenes (au nord).
Le Coll d'Arenes est traversé par la faille d'Arinsal qui forme la limite nord du synclinal et sépare ce dernier de l'anticlinal d'El Serrat auquel appartient le pic de l'Estanyó, situé à seulement 3 km. Le col d'Ordino forme quant à lui la limite sud du synclinal et marque la frontière avec l'anticlinal de La Massana,. Ces deux anticlinaux constituent des prolongements du massif de la Pallaresa,, et sont comme celui-ci formés de roches métamorphiques schisteuses cambro-ordoviciennes,. Cette appartenance à l'étroite bande du synclinal Tor-Casamanya confère au pic une structure géologique très particulière qui se ressent dans la végétation spécifique calcicole qu'il abrite.
Les glaciations du quaternaire ont ensuite modelé le relief du pic de Casamanya avec la formation de cirques et de vallées glaciaires (telles que la vallée de Montaup à l'est et de l'Ensegur à l'est) dans lesquelles s'accumulent des dépôts glaciaires. Ces vallées sont parcourues de cours d'eau (riu de Montaup, riu de l'Ensegur, riu de Segudet) qui drainent les eaux du pic de Casamanya, qu'il s'agisse d'eau de pluie ou d'eau de fonte des neiges. Néanmoins, en raison de la nature calcaire des roches, un important écoulement souterrain des eaux coexiste, résultant en un débit très modéré des cours d'eau qui descendent des versants du pic. Les processus d'érosions péri-glaciaires ont également modelé une surface plane sommitale prolongeant la cime nord sur une longueur d'environ 700 m dénommée l'Alt de Montaup.

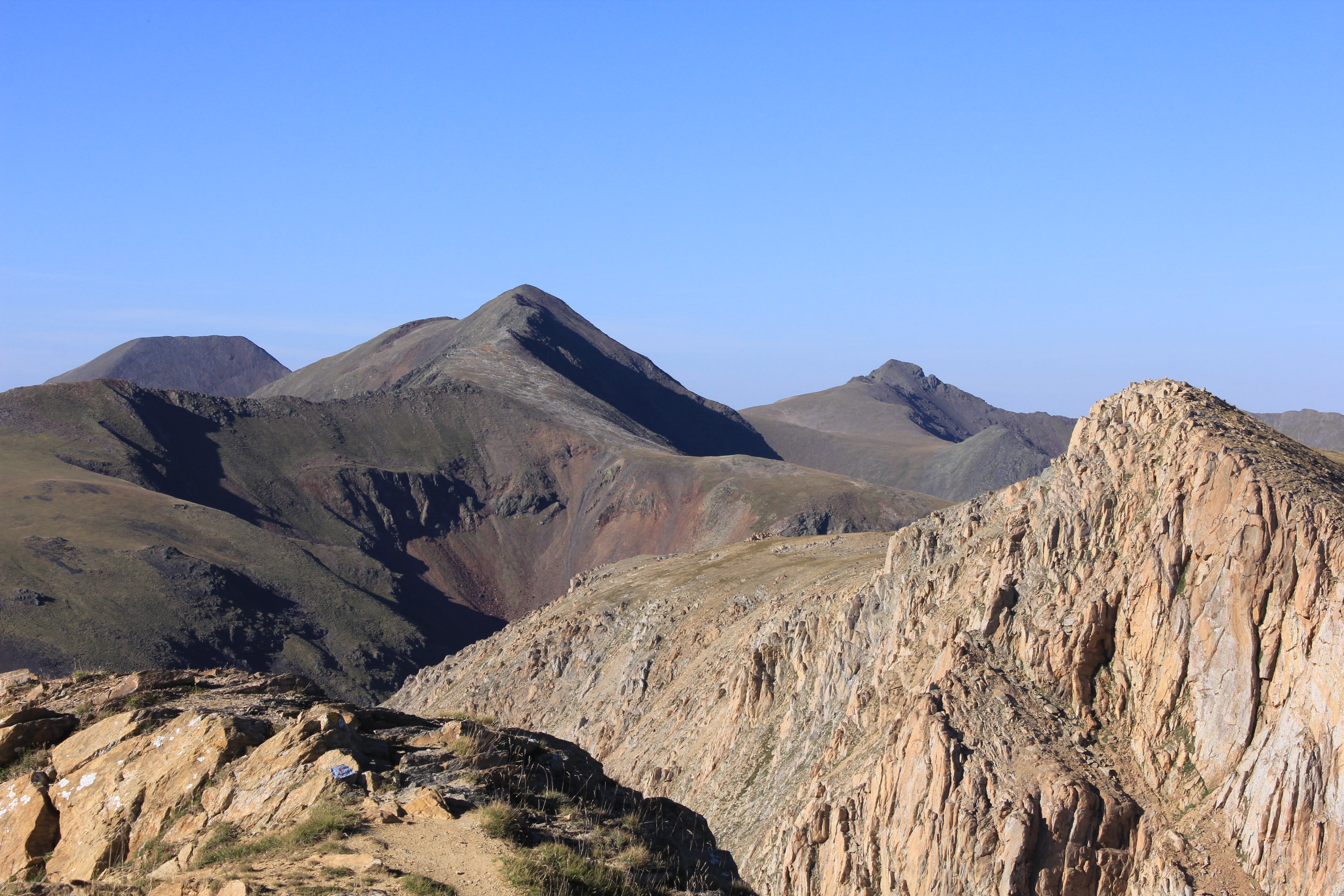
Roches calcaires du massif de Casamanya.
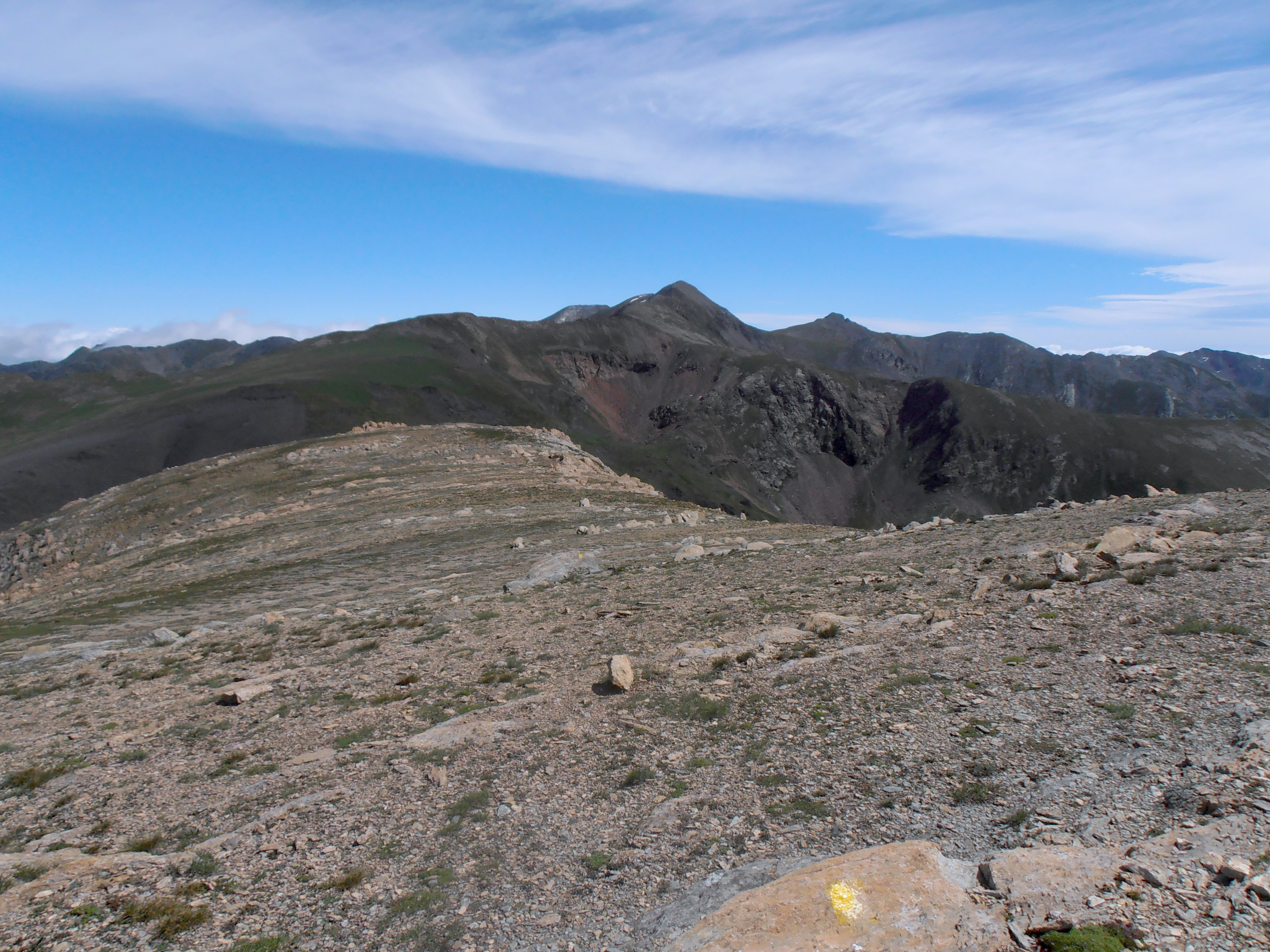
Nature calcaire du sommet du massif (Alt de Montaup).
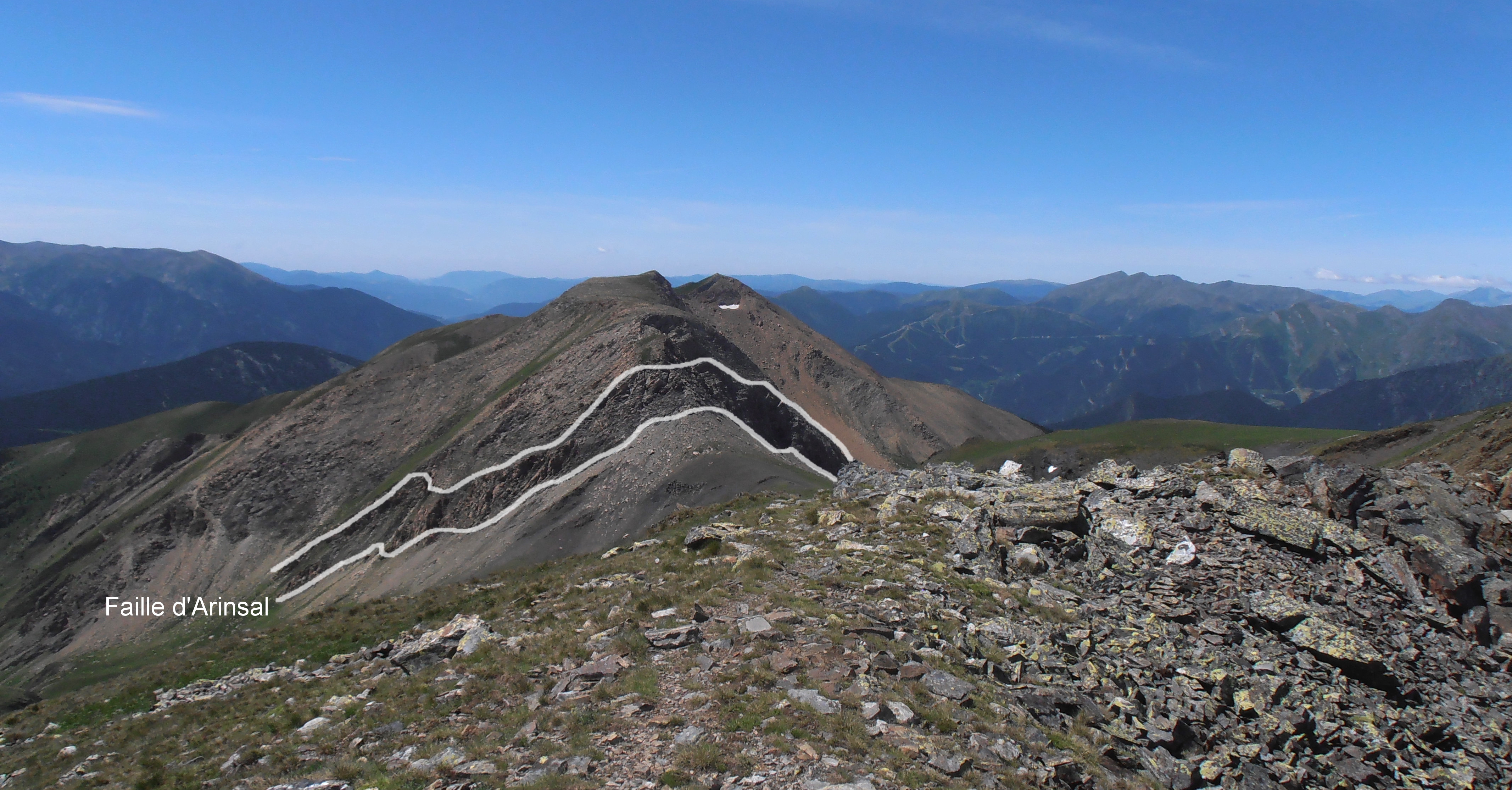
La faille d'Arinsal au coll d'Arenes.

| \| Pic de Casamanya \| |                                                                                        |
| Position du pic de Casamanya sur la carte géologique de l'Andorre. Le synclinal Tor-Casamanya correspond à la bande bleue sur laquelle le pic est situé. | Carte géologique de la zone axiale des Pyrénées incluant le massif d'Aston-Hospitalet. |
| Pic de Casamanya |                                                                                        |

### Climat
Bien qu'il n'y ait pas de station météorologique au sommet du pic de Casamanya,, les données climatiques peuvent être extrapolées à l'aide de modèles, incluant notamment les relevés des trois plus proches stations météorologiques située à Ransol, au Bony de les Neres et dans la vallée de Sorteny. Le climat régnant sur le pic possède des influences méditerranéennes et montagnardes avec des hivers rigoureux et des été chauds. Les précipitations sont plus importantes au printemps et à l'automne, mais l'influence méditerranéenne entraîne d'importantes variations d'une année sur l'autre.
| Mois                              | jan. | fév. | mars | avril | mai   | juin  | jui. | août  | sep.  | oct.  | nov.  | déc.  | année   |
| --------------------------------- | ---- | ---- | ---- | ----- | ----- | ----- | ---- | ----- | ----- | ----- | ----- | ----- | ------- |
| Température minimale moyenne (°C) | −5,8 | −6,6 | −5,2 | −3,9  | −0,5  | 2,7   | 5,2  | 5,1   | 3     | 0,7   | −2,7  | −4,6  | −0,9    |
| Température moyenne (°C)          | −3,7 | −3,9 | −2,2 | −1,5  | 2,9   | 6,9   | 10,3 | 10,1  | 7,2   | 3,8   | −0,7  | −2,6  | 2       |
| Température maximale moyenne (°C) | −1,8 | −1,4 | 0,7  | 1,1   | 5,3   | 11,3  | 14,3 | 14    | 10,7  | 6,6   | 1,6   | −0,6  | 5       |
| Précipitations (mm)               | 84   | 43,8 | 59,5 | 105,3 | 132,4 | 125,4 | 96   | 107,5 | 108,3 | 111,4 | 127,4 | 100,4 | 1 201,5 |

### Faune et flore
La nature calcaire du sol, rare en Andorre, est à l'origine du développement d'une végétation particulière aux pentes du Casamanya, rarement retrouvée ailleurs dans la principauté.
Elle favorise le développement de la flore calcicole alpine avec sur les hautes pentes du pic des pelouses à Festuca eskia, Festuca rubra ou encore Festuca gautieri. Comme espèce particulièrement caractéristique de ce type d'environnement on retiendra la saxifrage dont l'espèce Saxifraga media est endémique des Pyrénées. Ce sol calcaire convient enfin à des espèces d'arbrisseaux tels qu'Empetrum hermaphroditum ou Salix pyrenaica, ainsi qu'à des fleurs telles que la dryade à huit pétales.
À des altitudes moindres se développement des pinèdes (Pinus uncinata),. La transition entre pinède et pelouses est brutale en lien avec l'utilisation de ces dernières comme pâturage.
Il est possible d'observer sur le site des rapaces tels que le vautour fauve (Gyps fulvus) ou encore le gypaète barbu (Gypaetus barbatus) qui profitent des vents thermiques locaux.

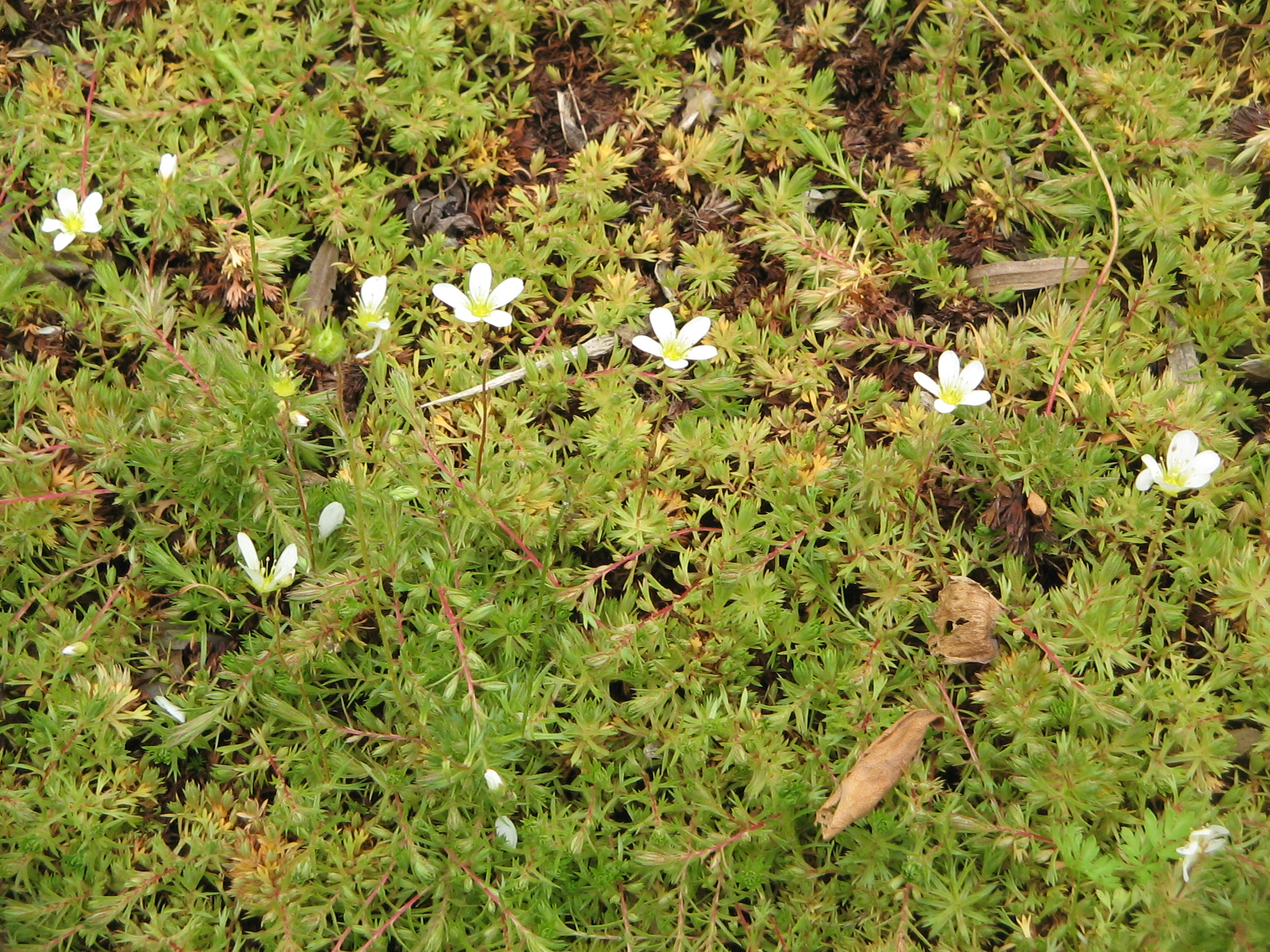
Saxifrage.
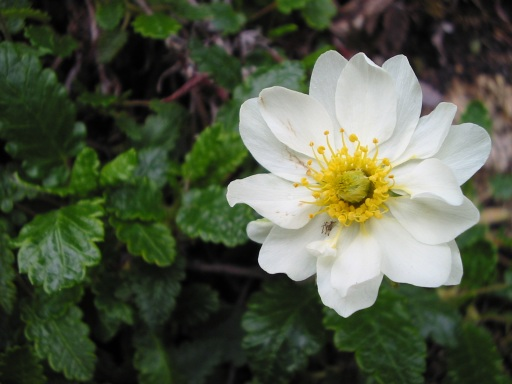
Dryade à huit pétales.
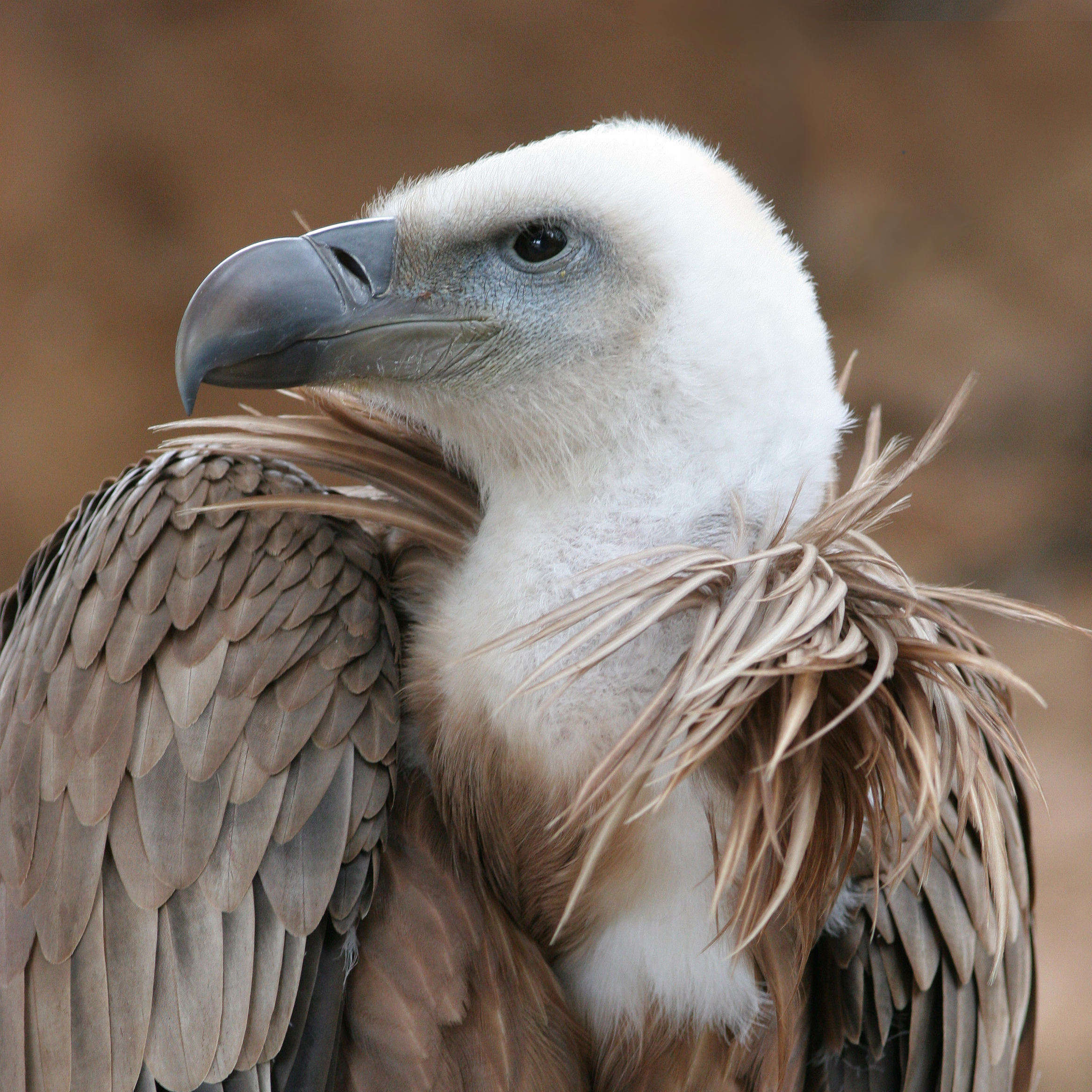
Vautour fauve.
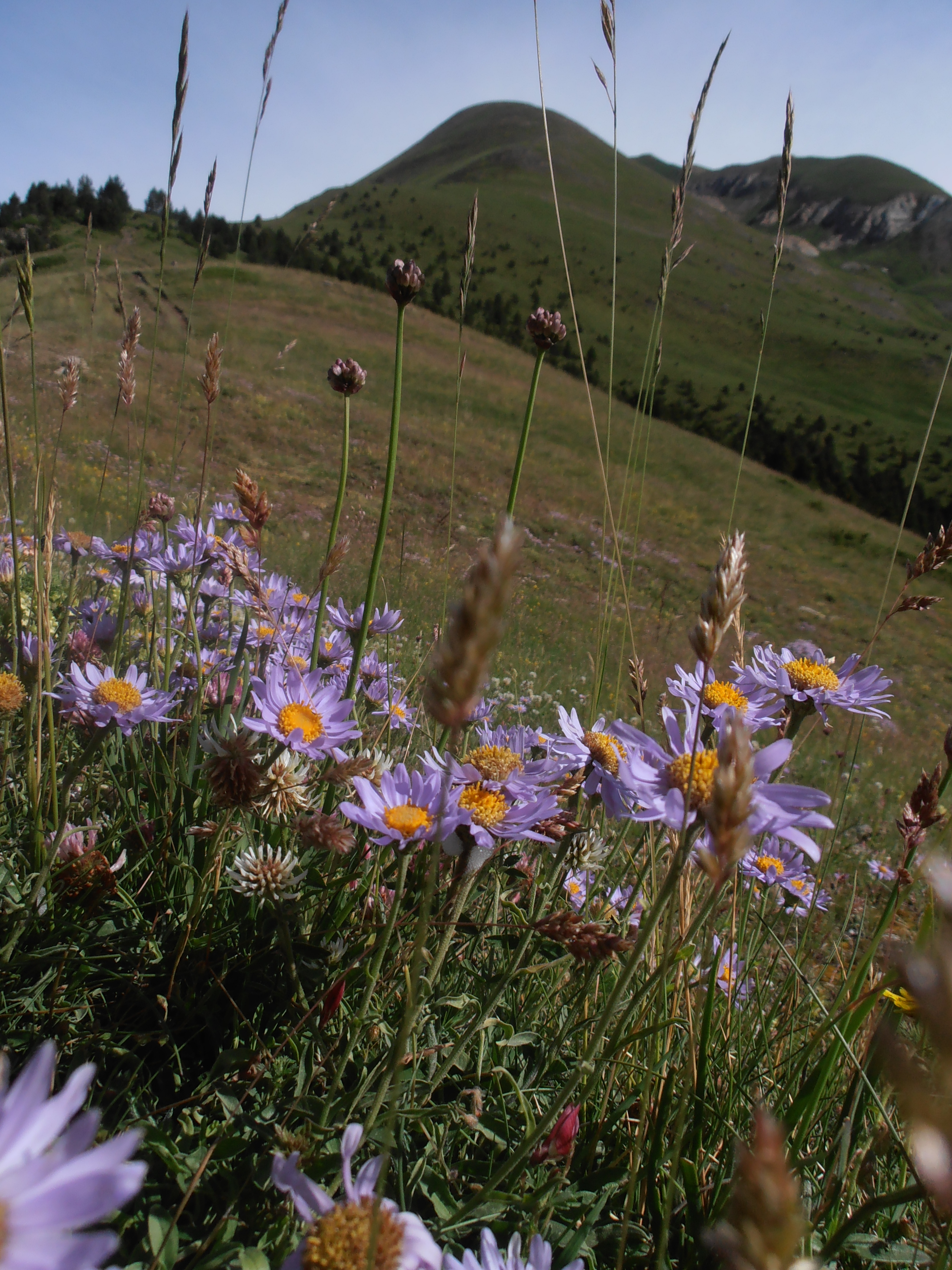
Aster amellus sur les pentes du pic de Casamanya.

## Histoire
Le pic de Casamanya a été visité en 1882 par l'écrivain catalan Jacint Verdaguer lors de sa traversée des Pyrénées, qui a précédé l'écriture de son poème emblématique Canigó.
Les pinèdes en basse altitude ont traditionnellement été exploitées pour la production de charbon de bois. Les pelouses de haute altitude étaient quant à elles un site de pâturage pour les troupeaux. Elles ont été victimes du surpâturage au cours de la première moitié du XXe siècle avant la décrue générale de l'activité pastorale en Andorre liée aux mutations économiques dans les années 1960 et 70.

### Première ascension
Francisco de Zamora (es), fonctionnaire, écrivain et voyageur espagnol visita la principauté d'Andorre du 12 septembre 1788 au 31 octobre 1788. Dans le Diario de los viajes hechos en Cataluña, Zamora rapporte avoir réalisé l'ascension du pic de Casamanya le 23 septembre 1788 par le versant de Canillo,,. Cependant, la crédibilité de Zamora est incertaine, celui-ci ayant notamment clamé une ascension du mont Perdu en 1794 (rapportée dans Viaje por el alto Aragón - Noviembre del año 1794), largement remise en cause depuis.
Plus traditionnellement, la première ascension du pic est attribuée au pyrénéiste français Alphonse Lequeutre le 22 août 1877. Celle-ci est relatée dans l'ouvrage Cent ans aux Pyrénées de Henri Beraldi. D'après Beraldi, l'objectif de Lequeutre était de gravir le pic de Coma Pedrosa. Cependant, mal guidé par les habitants de l'Andorre, celui-ci échoue à Ordino après être passé de la vallée d'Auzat et le port de Rat. Il effectue alors l'ascension du Casamanya avant de reprendre la route le lendemain vers Puigcerdà.

### Le pic de Casamanya dans la culture
Jean Becat fait du pic de Casamanya le « sommet emblématique d'Andorre » du fait de sa position centrale et de sa visibilité, et le compare au pic du Canigou.
Les pentes du pic de Casamanya constituent le lieu sur lequel se déroule l'intrigue d'el buner d'Ordino, un conte traditionnel d'Andorre dans lequel un joueur de sac de gemecs repousse des loups qui le poursuivent grâce au son de l'instrument.

## Activités

### Ascension
La principale voie d'accès au pic de Casamanya commence au col d'Ordino,,. Ce dernier se situant à 1 985 mètres d'altitude, le dénivelé positif est d'environ 750 mètres répartis en un peu moins de 4 km. Cependant, des variantes permettent de partir du village d'Ordino ou du parc naturel de Sorteny. Il n'existe pas de refuge de montagne au voisinage immédiat du pic.
Le pic de Casamanya est situé entre les deux principales vallées de l'Andorre. Bien qu'il ne fasse pas partie des sommets les plus élevés de la principauté, cette situation géographique explique qu'il offre l'une des vues panoramiques les plus impressionnantes du pays,. Son ascension n'étant également pas l'une des plus difficiles, il en résulte que le pic de Casamanya fait partie des « classiques » de la randonnée en Andorre. L'ascension doit être évitée l'hiver et prend le reste du temps environ 2 h depuis le col d'Ordino.
Depuis 2017, une sculpture métallique haute de 1,40 m représentant un estripagecs en marque le sommet. Cette sculpture est une copie à taille réduite des estripagecs installés par l'artiste Pere Moles dans le parc naturel de Sorteny. Cinq sculptures identiques ornent d'autres sommets emblématiques de la paroisse d'Ordino : pic de Cataperdís, pic de l'Estanyó, pic de Font Blanca, pic de Serrère, pic de Tristagne.

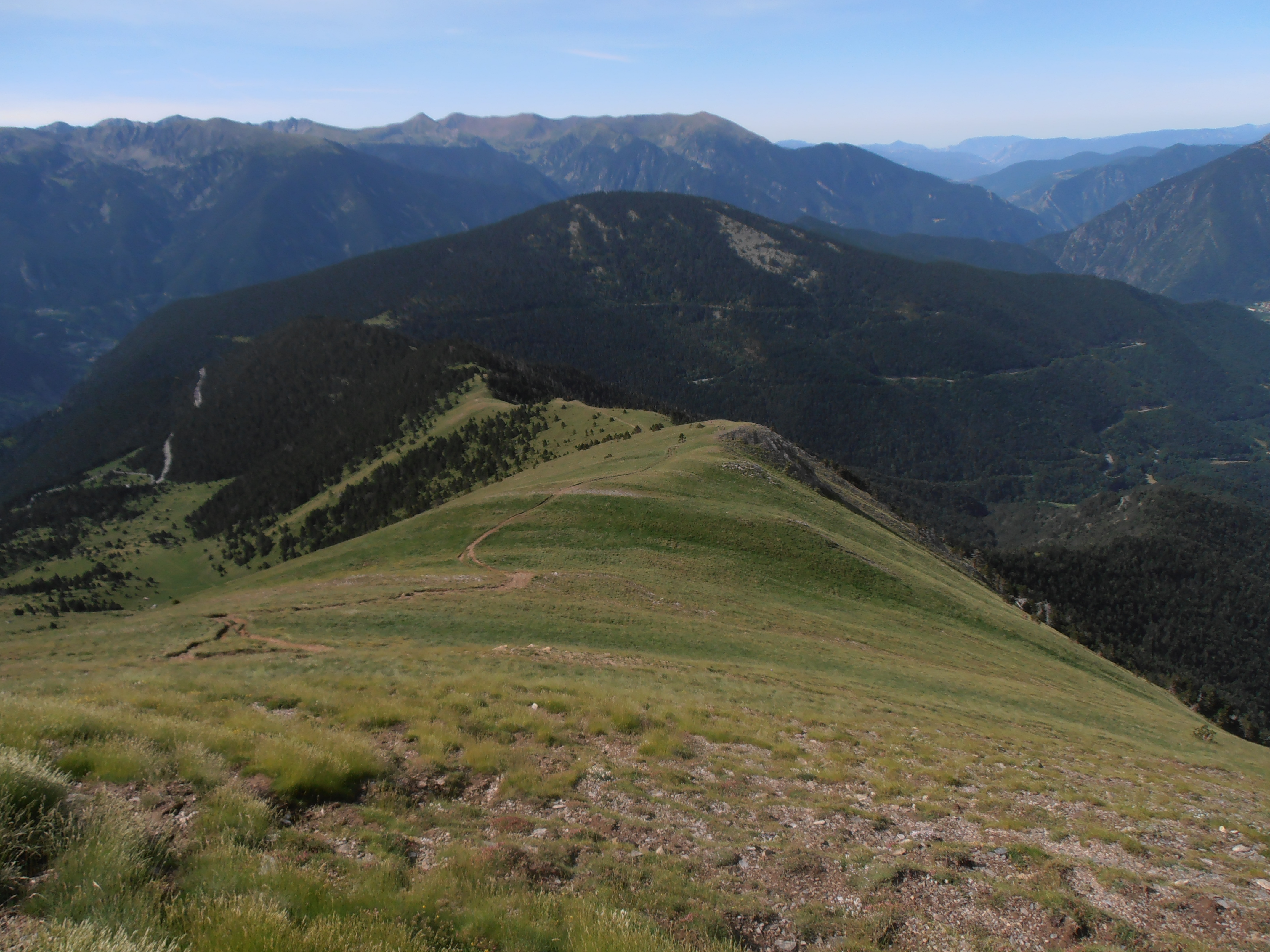
Vue du sentier débutant au col d'Ordino et menant au sommet du pic de Casamanya.
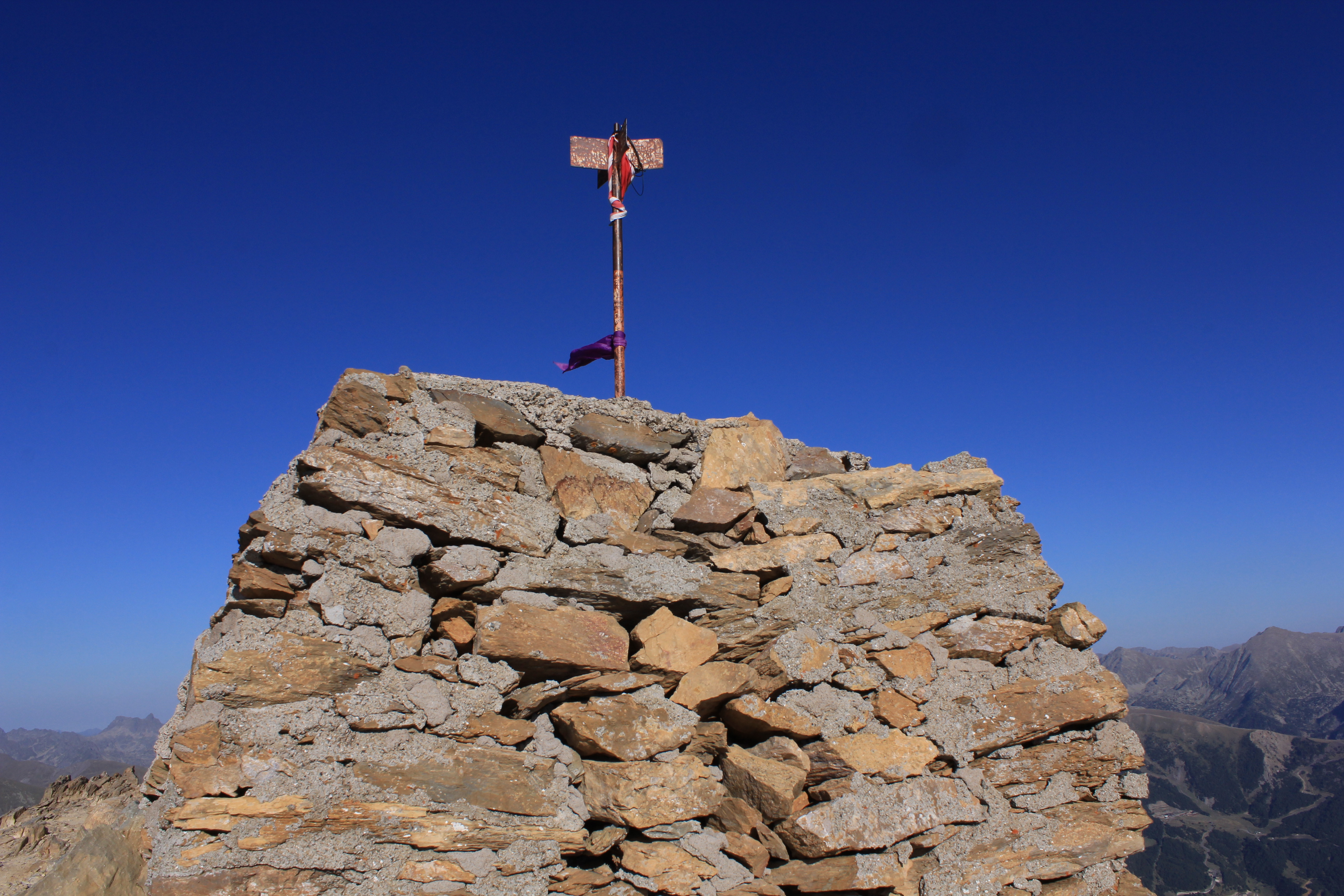
Sommet du Casamanya Sud.
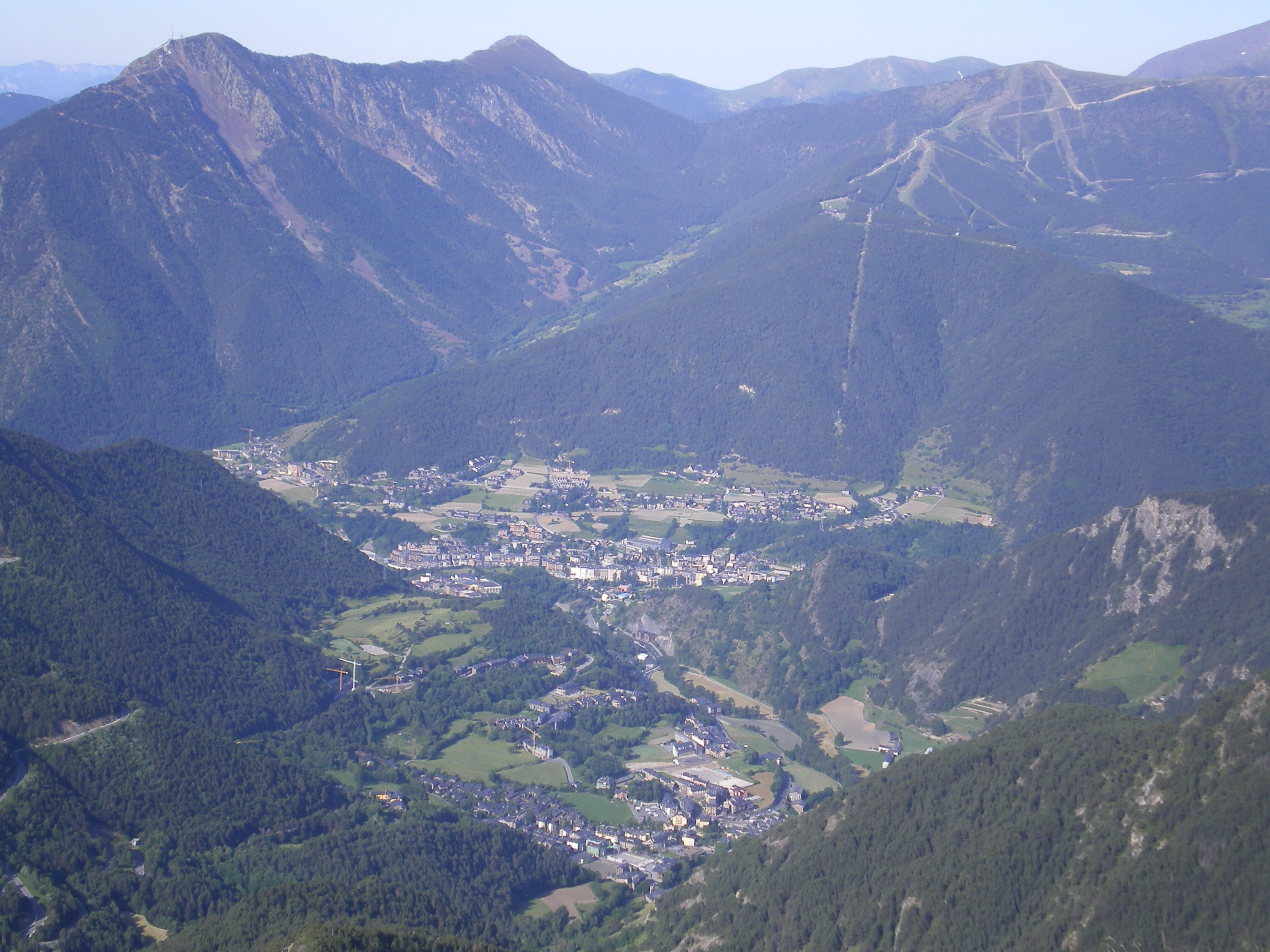
Vue sur Ordino (premier plan) et La Massana (second plan) depuis le pic.

### Protection environnementale
La proximité avec le parc naturel de Sorteny dont la frontière sud se situe à moins de 2 km, alliée aux spécificités remarquables de l'écosystème du massif, peut laisser envisager le classement du pic de Casamanya en espace naturel protégé. L'obtention d'un statut d'aire protégée est cependant évoquée depuis la fin des années 1970.

Vue du pic de Casmanya depuis la paroisse d'Ordino.